# Camarosporium salicinum
Camarosporium salicinum är en svampart som först beskrevs av Vize, och fick sitt nu gällande namn av Grove 1937. Camarosporium salicinum ingår i släktet Camarosporium, ordningen Botryosphaeriales, klassen Dothideomycetes, divisionen sporsäcksvampar och riket svampar.   Inga underarter finns listade i Catalogue of Life.